# Daniel Cormier
Daniel Ryan Cormier je američki borac mješovitih borilačkih vještina. Bivši UFC-ov prvak u teškoj i poluteškoj kategoriji te, osvajač turnira Strikeforce Heavyweight Grand Prix Champion, osvajač medalje na svjetskom prvenstvu u hrvanju (2007, Baku) i sudionik olimpijskih igara u hrvanju (2004, Atena, izgubio u borbi za broncu; 2008, Peking kapetan američke reprezentacije, nije nastupio u borbi zbog ozljede).

## Hrvanje
2007. – brončana medalja, svjetskom prvenstvu

2007. – brončana medalja, Pan američke igre

2004. – 4. mjesto, Olimpijske igre

2003. – 5. mjesto, svjetsko prvenstvo

2003. – zlatna medalja, Pan američke igre
2008. je bio član kapetan američke olimpijske reprezentacije, ali nije nastupio u natjecanju zbog ozljede

## Mješovite borilačke vještine i UFC
Nakon olimpijade 2008. Daniel se odlučuje za mješovite borbe i relativno kasno, s 30 godina ima svoj prvi profesionalni debi.
Nakon samo 10 borbi i u dvije godine osvaja titule Strikeforce Heavyweight Grand Prix Championa, savladavši Josh Barnetta u finalu, prvak Extreme MMA i prvak King of the cage.
Od 2013. nastupa u UFC federaciji. 2015. osvaja titulu UFCovog prvaka u srednje teškoj kategoriji protiv Anthony Johnsona.
Iako dolazi iz hrvačkog miljea, Daniel Cormier se može pohvaliti izuzetnom udaračkom tehnikom.

## MMA Borbe
| Rezultat | Rekord   | Protivnik            | Način                           | Priredba                                        | Datum               | Runda | Vrijeme | Mjesto održavanja            | Bilješka                                                           |
| -------- | -------- | -------------------- | ------------------------------- | ----------------------------------------------- | ------------------- | ----- | ------- | ---------------------------- | ------------------------------------------------------------------ |
| Poraz    | 22-2 (1) | Stipe Miočić         | Nokaut (udarci šakama)          | UFC 241                                         | 17. kolovoza 2019.  | 4     | 4:09    | Anaheim, Kalifornija, SAD    | Borba za titulu UFC u teškoj kategoriji                            |
| Pobjeda  | 22-1 (1) | Derrick Lewis        | Predaja (gušenje)               | UFC 230                                         | 3. studeni 2018.    | 2     | 2:14    | New York City, New York, SAD | Borba za titulu UFC u teškoj kategoriji                            |
| Pobjeda  | 21-1 (1) | Stipe Miočić         | Nokaut (udarci šakama)          | UFC 226                                         | 7. srpnja 2018.     | 1     | 4:33    | Las Vegas, Nevada, SAD       | Borba za titulu UFC u teškoj kategoriji                            |
| Pobjeda  | 20-1 (1) | Volkan Oezdemir      | Tehnički nokaut (udarci šakama) | UFC 220                                         | 20. siječnja 2018.  | 2     | 2:00    | Boston, Massachusetts, SAD   | Obrana titule                                                      |
| Nevažeća | 19-1 (1) | Jon Jones            | Nevažeća                        | UFC 214                                         | 29. srpnja 2017.    | 3     | 3:01    | Anaheim, Kalifornija, SAD    | Obrana titule UFC poluteška kategorija. Borba večeri.              |
| Pobjeda  | 19-1     | Anthony Johnson      | Predaja (gušenje)               | UFC 210                                         | 8. travnja 2017.    | 2     | 3:37    | Buffalo, New York, SAD       | Obrana titule UFC poluteška kategorija. Borba večeri.              |
| Pobjeda  | 18-1     | Anderson Silva       | jednoglasna odluka              | UFC 200                                         | 9. srpnja 2016.     | 3     | 5:00    | Las Vegas, Nevada, SAD       | Nije bila borba za titulu                                          |
| Pobjeda  | 17-1     | Alexander Gustafsson | podijeljena odluka              | UFC 192                                         | 3. listopada 2015.  | 5     | 5:00    | Houston, Teksas, SAD         | Obrana titule UFC poluteška kategorija. Borba večeri.              |
| Pobjeda  | 16-1     | Anthony Johnson      | gušenje                         | UFC 187                                         | 23. svibnja 2015.   | 3     | 2:39    | Las Vegas, Nevada, SAD       | Borba za upražnjenu titulu UFC poluteška kategorija. Borba večeri. |
| Poraz    | 15-1     | Jon Jones            | jednoglasna odluka              | UFC 182                                         | 3. siječnja 2015.   | 5     | 5:00    | Las Vegas, Nevada, SAD       | Borba za titulu UFC poluteška kategorija. Borba večeri.            |
| Pobjeda  | 15-0     | Dan Henderson        | Predaja (gušenje)               | UFC 173                                         | 24. svibnja 2014.   | 3     | 3:53    | Las Vegas, Nevada, SAD       |                                                                    |
| Pobjeda  | 14-0     | Patrick Cummins      | Tehnički nokaut (udarci šakama) | UFC 170                                         | 22. veljače 2014.   | 1     | 1:19    | Las Vegas, Nevada, SAD       | Debi u poluteškoj kategoriji                                       |
| Pobjeda  | 13-0     | Roy Nelson           | jednoglasna odluka              | UFC 166                                         | 19. listopada 2013. | 3     | 5:00    | Houston, Teksas, SAD         |                                                                    |
| Pobjeda  | 12-0     | Frank Mir            | jednoglasna odluka              | UFC on Fox: Henderson vs. Melendez              | 20. travnja 2013.   | 3     | 5:00    | San Jose, Kalifornija, SAD   |                                                                    |
| Pobjeda  | 11-0     | Dion Staring         | Tehnički nokaut (udarci šakama) | Strikeforce: Marquardt vs. Saffiedine           | 12. siječnja 2013.  | 2     | 4:02    | Oklahoma City, Oklahoma, SAD |                                                                    |
| Pobjeda  | 10-0     | Josh Barnett         | jednoglasna odluka              | Strikeforce: Barnett vs. Cormier                | 19. svibnja 2012.   | 5     | 5:00    | San Jose, Kalifornija, SAD   | Borba za titulu Strikeforce Heavyweight Grand Prix turnir.         |
| Pobjeda  | 9-0      | Antônio Silva        | Nokaut (udarci šakama)          | Strikeforce: Barnett vs. Kharitonov             | 10. rujna 2011.     | 1     | 3:56    | Cincinnati, Ohio, SAD        | Polufinalna borba Strikeforce Heavyweight Grand Prix turnir.       |
| Pobjeda  | 8-0      | Jeff Monson          | jednoglasna odluka              | Strikeforce: Overeem vs. Werdum                 | 18. lipnja 2011.    | 3     | 5:00    | Dallas, Teksas, SAD          | Strikeforce Heavyweight Grand Prix turnir                          |
| Pobjeda  | 7-0      | Devin Cole           | jednoglasna odluka              | Strikeforce Challengers: Woodley vs. Saffiedine | 7. siječnja 2011.   | 3     | 5:00    | Nashville, Tennessee, SAD    |                                                                    |
| Pobjeda  | 6-0      | Soa Palelei          | Tehnički nokaut (udarci šakama) | XMMA 3                                          | 5. studenog 2010.   | 1     | 2:23    | Sydney, Australija           | Obrana titule, XMMA, teška kategorija.                             |
| Pobjeda  | 5-0      | Jason Riley          | Tehnički nokaut (udarci šakama) | Strikeforce: Houston                            | 21. kolovoza 2010.  | 1     | 1:02    | Houston, Teksas, SAD         |                                                                    |
| Pobjeda  | 4-0      | Tony Johnson         | Predaja (gušenje)               | KOTC: Imminent Danger                           | 13. kolovoza 2010.  | 1     | 2:27    | Mescalero, Novi Meksiko, SAD | Osvajanje titule, KOTC, teška kategorija.                          |
| Pobjeda  | 3-0      | Lucas Browne         | Tehnički nokaut (udarci šakama) | XMMA 2                                          | 31. srpnja 2010     | 1     | 4:35    | Sydney, Australija           | Osvajanje titule, XMMA, teška kategorija.                          |
| Pobjeda  | 2-0      | John Devine          | Nokaut (udarci šakama)          | Strikeforce Challengers: Johnson vs. Mahe       | 26. ožujka 2010.    | 1     | 1:19    | Fresno, Kalifornija, SAD     |                                                                    |
| Pobjeda  | 1-0      | Gary Frazier         | Tehnički nokaut (udarci šakama) | Strikeforce Challengers: Kennedy vs. Cummings   | 25. rujna 2009.     | 2     | 3:39    | Bixby, Oklahoma, SAD         |                                                                    |